# Mirophasma dendrokomum
Mirophasma dendrokomum är en insektsart som beskrevs av Günther 1930. Mirophasma dendrokomum ingår i släktet Mirophasma och familjen Pseudophasmatidae. Inga underarter finns listade i Catalogue of Life.